# NGC 2308
NGC 2308 (другие обозначения — UGC 3618, MCG 8-13-37, ZWG 234.37, NPM1G +45.0086, PGC 19949) — спиральная галактика в созвездии Рыси. Открыта Эдуардом Стефаном в 1872 году. Предпринималась попытка измерить кинематические характеристики этой галактики по линии H-альфа, но эмиссия в этой линии не была обнаружена.
Этот объект входит в число перечисленных в оригинальной редакции «Нового общего каталога».